# Jeunesse péroniste
La Jeunesse péroniste (en espagnol : Juventud Peronista, JP) est l'ancienne organisation de jeunesse du Mouvement national justicialiste (péroniste), fondée en 1957 sous l'influence de Gustavo Rearte. Elle visait à rassembler les jeunes militants argentins désireux de s'allier à la résistance ouvrière contre la dictature d'Aramburu issu de la Révolution libératrice, le coup d'État catholique nationaliste ayant démis Juan Perón de ses fonctions en septembre 1955 et interdit le péronisme. Représentante de l'aile gauche, voire révolutionnaire, du péronisme, elle lutta activement pour le retour de Perón en Argentine, lequel devint président, pour la troisième fois, après les élections de septembre 1973. Une grande partie de la JP s'éloigna alors du Parti justicialiste, dans lequel l'aile droite péroniste, voire l'ultra-droite, prenait de plus en plus l'avantage.
Les structures de la JP furent ensuite décimées par la « guerre sale » et les attentats de la Triple A, dès la mort de Perón en 1974, remplacé par sa femme Isabel Perón, assistée du dirigeant de la Triple A, José López Rega, puis, à partir de mars 1976, sous la junte de Videla et consorts. En tant que telle, la JP n'existe plus aujourd'hui, malgré quelques tentatives de recréer ce mouvement de masse de la jeunesse, bien que Néstor Kirchner, militant de la JP dans les années 1970, élu président en 2003 et devenu président du Parti justicialiste en 2008, ait créé un secrétariat à la jeunesse dans le parti.

## Histoire

### De la fondation à l'amnistie de 1963

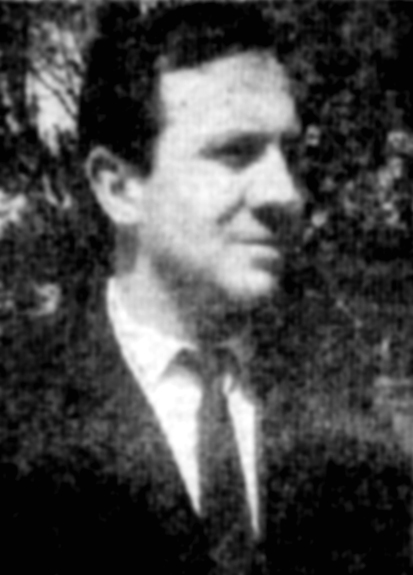
Gustavo Rearte (1931-1973), l'un des fondateurs de la JP, en 1957, puis, en 1964, du Mouvement révolutionnaire péroniste (MRP), ainsi que de la Juventud Peronista Revolucionaria (JPR). Il fut l'un des premiers à s'engager dans la lutte armée contre la dictature d'Onganía en 1968-1969.

Quand les généraux Lonardi et Aramburu, accompagnés de l'amiral Isaac Rojas, effectuèrent leur putsch contre Perón en 1955, Gustavo Rearte était l'un des nombreux jeunes péronistes membres des Commandos de la Resistencia, partie intégrante du Commando Juan José Valle. Militant contre la dictature et pour le retour de Perón, il rencontra Carlos Caride, Jorge Rulli, Envar El Kadri, Susana Valle et Felipe Vallese. Ces militants fondèrent les Jeunesses péronistes en 1957. Les différentes organisations de la JP formaient partie de la résistance péroniste entre 1958 et 1965, alors que l'armée tirait les rênes, ouvertement ou légèrement en retrait de la scène politique, ce qui valut emprisonnement et torture à ses dirigeants et militants. Sous l'influence de la révolution cubaine (1959), les Jeunesses péronistes se radicalisèrent au début des années 1960, ce qui donna lieu aux premières guérillas en Argentine, sous le gouvernement radical d'Arturo Frondizi (1958-1962), appuyé par l'armée.
Au printemps 1959, des hommes des Comandos de la Resistencia péroniste déclenchèrent une guérilla rurale dans le nord-est du pays. Par ailleurs, en 1959 et 1960, plusieurs groupes (dont celui d'Alfredo Molisano ou comandante Faber, mort en 2007) tentèrent de s'implanter dans les zones boiseuses de la province de Tucumán, dans le département de [hicligasta, sous le nom de Ejército de Liberación Nacional-Movimiento Peronista de Liberación, plus connu par leur surnom d'Uturuncos (« hommes-tigres »).
Après avoir participé au mouvement ouvrier et syndical, Rearte et d'autres décidèrent que le temps était venu de passer à la lutte armée, considérant que les manifestations de masse et l'action syndicale restaient inefficaces dans le contexte autoritaire de l'époque. Ils organisèrent ainsi, en 1960, la première action de lutte armée du mouvement péroniste, revendiquée au nom de l'Ejército Peronista de Liberación Nacional (es) (EPLN), contre des gardes de l'aviation argentine à Ciudad Evita. Celle-ci leur permit de s'emparer d'armes et d'uniformes.
La JP envoya ensuite Rearte à Montevideo afin d'établir des contacts avec les exilés péronistes. Il y rencontra John William Cooke, le dirigeant du Comando Táctico de la Résistance péroniste, mais fut arrêté à son retour et incarcéré de 1961 à 1963.
Pendant ce temps, le gouvernement Frondizi avait organisé, en mars 1960, le plan de contre-insurrection CONINTES (Plan de Conmoción Interna del Estado), qui frappa durement la JP. Frondizi, qui avait été élu en 1958 avec les voix péronistes, accepta toutefois d'autoriser le mouvement péroniste à se présenter aux élections de mars 1962 (es), tout en maintenant l'interdiction faite à Perón de rentrer d'exil. Dix des quatorze provinces furent remportées par les péronistes, dont celle de Buenos Aires par Andrés Framini. Le refus de Frondizi de reconnaître ces résultats et l'intervention immédiate d'administrateurs provinciaux nommés par le pouvoir fédéral n'évita pas son renversement par un coup d'État militaire dix jours après les élections, menant à l'accession à la présidence de facto de José María Guido.
C'est sous María Guido que fut enlevé le métallurgiste Felipe Vallese, cofondateur de la JP, le 23 août 1962 par un commando de la police provinciale de Buenos Aires, dirigé par l'inspecteur Juan El Tano Fiorillo — le même qui est cité par le rapport de la CONADEP en tant que tortionnaire du camp de concentration Omega durant la dictature de 1976-83. Vallese est ainsi un desaparecido précoce de l'histoire argentine, le second peut-être après le communiste Juan Ingallinella, disparu en juin 1955, voire le troisième avec la disparition forcée des militants anarchistes Miguel Arcángel Roscigna (es), Andres Vázquez Paredes et Fernando Malvicini en 1937, sous le régime d'Agustín Pedro Justo lors de la Décennie infâme — toutefois, l'affaire Ingallinela fut sujette à une enquête judiciaire, tandis que celle de Vallese fut confronté aux réticences d'ouvrir une telle enquête, alors que dans le cas du proceso de reorganización nacional (dictature militaire), les disparitions étaient ouvertement soutenues et planifiées par le pouvoir.
Après les élections de juillet 1963 (es), le gouvernement radical (es) d'Arturo Illia amnistia dès son arrivée au pouvoir l'ensemble des prisonniers politiques, dont les fondateurs de la JP, Rearte, Rulli, Spina et El Kadri. Ceux-ci se consacrèrent alors la réorganisation du groupe décimé par le plan CONINTES de Frondizi. Par ailleurs, le groupe antipéroniste, antisémite et fascisant, le Mouvement nationaliste Tacuara (premier groupe de guérilla urbaine en Argentine), dirigé par Alberto Ezcurra Uriburu, se scinda, une partie, dirigée par José Joe Baxter et José Luis Nell, se tournant vers le péronisme de gauche en fondant le Mouvement nationaliste révolutionnaire tacuara (es), qui organisa le braquage du Policlínico Bancario, à Buenos Aires, en août 1963.

### Premier congrès national de la JP (octobre 1963)
Le Premier congrès de la JP, rassemblant des délégués de tout le pays, a ainsi lieu à Huerta Grande (province de Córdoba) le 27 octobre 1963, deux semaines après l'investiture du président Umberto Illia. Il aboutit à un appel « à tous les jeunes, sans distinction de classe sociale, de nationalité, d'instruction ou de race, qui aiment leur patrie et sont prêts à lutter jusqu'à la fin pour sa libération ». La déclaration finale exige aussi l'abrogation de toutes les lois répressives, une amnistie générale pour tous les prisonniers politiques et sociaux, le retour du général Perón et la restitution de la dépouille d'Eva Perón (cachée par la dictature de la Révolution libératrice), le contrôle de l’État sur les moyens de production et le commerce extérieur, la nationalisation du système bancaire, de l'industrie extractive et productive de matières premières (pétrole, électricité, sidérurgie et industrie frigorifique), l'expropriation sans indemnisation des latifundiaires, l'interdiction des importations plus compétitives que l'industrie nationale, l'interdiction de l'exportation des capitaux, l'annulation de la dette externe, la participation ouvrière à la production, la dénonciation des traités internationaux limitant la souveraineté nationale, le respect de l'autodétermination des peuples et des nations et la solidarité avec les différents mouvements de libération nationale.
Malgré un vote à l'unanimité de cette déclaration, la JP demeure divisée en plusieurs tendances, telle le Movimiento de la Juventud Peronista dirigé par Envar el Kadri et Carlos Caride, ou la Juventud Revolucionaria Peronista de Gustavo Rearte. Ce dernier intègrera plus tard la direction du Mouvement révolutionnaire péroniste (MRP), créé en 1964. Composé d'un nombre important de syndicalistes, le MRP s'opposait au vandorisme, ce courant syndical prônant un « péronisme sans Perón » et collaborant avec le régime.

### Dictature Onganía

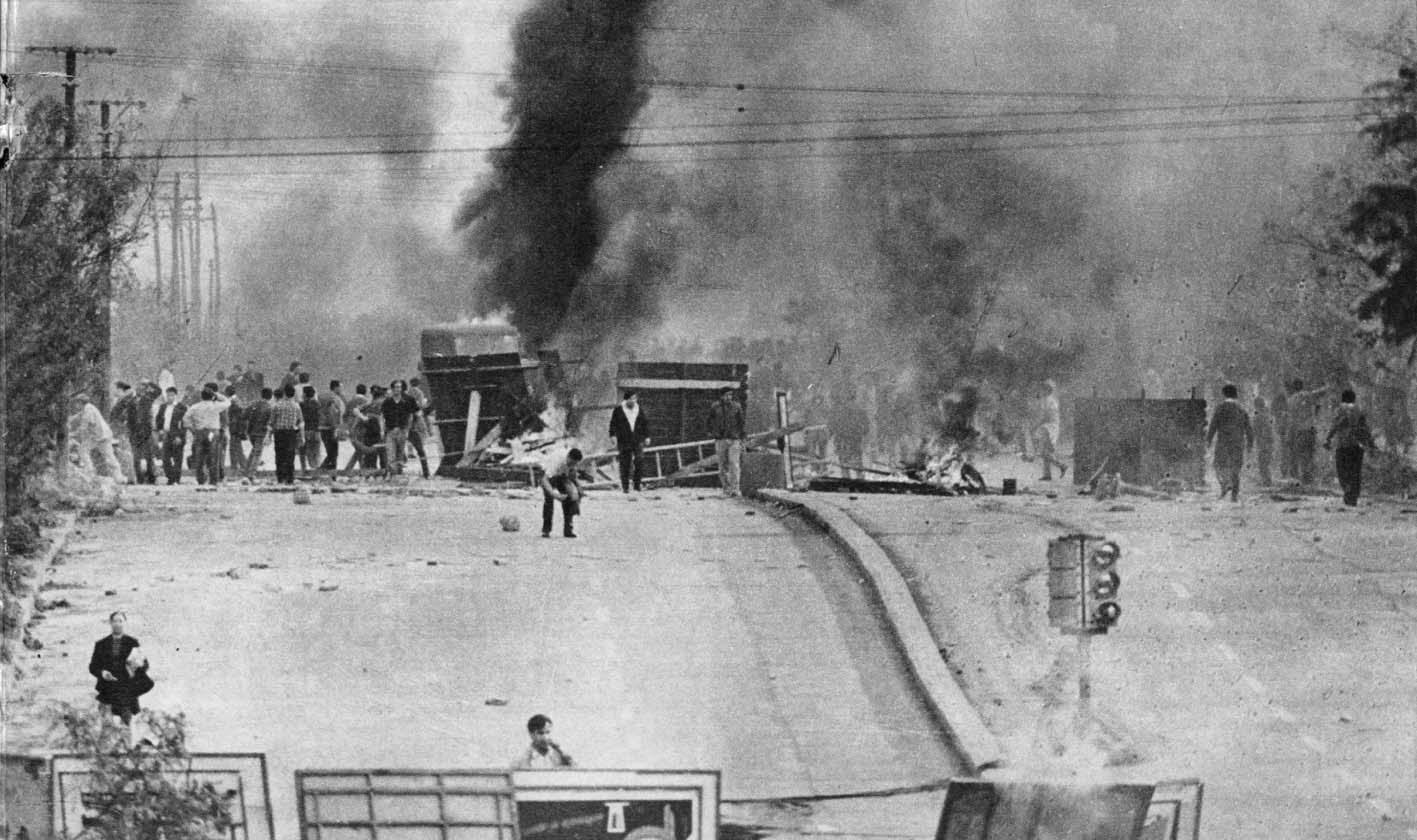
Les émeutes du Cordobazo, soulèvement spontané de 1969, furent l'un des éléments déclencheurs de l'évolution de la stratégie d'une partie du mouvement péroniste vers l'opposition frontale à la dictature du général Onganía, qui dut laisser la place, un an plus tard, au général Levingston.

Rearte voyagea ensuite à Madrid pour y rencontrer le général Perón. À son retour, il crée, avec l'aval du général, la Juventud Peronista Revolucionaria (JPR). Le général leur envoya une carte en octobre 1965, qui déclarait, entre autres, l'impossibilité de « la coexistence pacifique entre les classes opprimées et les classes opprimantes. Nous nous sommes donnés, ajoutait-il, la tâche fondamentale de triompher sur les exploiteurs, même s'ils sont infiltrés dans notre propre mouvement politique. » Le MRP fut aussi un acteur central du rassemblement politico-syndical De Pie Junto à Perón (« Debout avec Perón ») à Tucumán, au cours duquel une partie importante du mouvement ouvrier rejoignit la résistance ouverte contre le régime, rivalisant avec la tendance participationniste d'Augusto Vandor.
De nouvelles tentatives de guérilla, à Taco Ralo, furent organisées par plusieurs groupes proches des JP, dont les Fuerzas Armadas Peronistas (FAP), fondées le 13 octobre 1967 par des membres de la JP, dont leur cofondateur Envar El Kadri, l'Acción Revolucionaria Peronista de John William Cooke et le MRP de Gustavo Rearte. C'est au même moment qu'est fondé le Movimiento de Sacerdotes para el Tercer Mundo (es), qui s'appuie sur la pensée de figures telles celles du directeur de la revue Cristianismo y Revolución (es) de Juan García Elorrio (es) (qui commença à être publiée en décembre 1967), et qui forma l'une des influences du Comando Camilo Torres, qui intégra par la suite les Montoneros. Enfin, l'armée organise un nouveau putsch le 25 juin 1966, baptisé Revolución Argentina, qui porta le général Juan Carlos Onganía au pouvoir. Contrairement aux précédentes interventions de l'armée, celle-ci se voulait durable et interdit tous les partis politiques, suspendant pour une durée indéfinie toute forme d'élection (fût-elle gangrénée par les fraudes). Le régime dictatorial qui en était issu fut ainsi qualifié d'« État bureaucratico-autoritaire (es) » par le politologue Guillermo O'Donnell (en), dans un ouvrage du même nom de 1982.
Rearte, Sabino Navarro (es), Jorge Di Pasquale, Miguel Lizazo (es), John William Cooke, le maire Bernardo Alberte, et d'autres, participent en août 1968 au congrès clandestin créateur de la « Tendance révolutionnaire du péronisme », surnommée par la suite Tendencia. Celle-ci décida de passer à l'affrontement frontal contre la dictature d'Onganía et de soutenir toute action contre cette dernière: l'ère de l'organisation politico-militaire et de la « guerre révolutionnaire » était venue pour l'Argentine, un an après l'échec retentissant du Che en Bolivie.

### Années 1970
À la suite du Correntinazo (es), qui provoqua, avec la mort de l'étudiant Cabral, le Cordobazo de mai 1969, et à l'apparition sur la scène publique des organisations péronistes armées (FAR, FAP et Montoneros), le retour à la démocratie devint une possibilité tangible pour d'importantes parties de l'opinion publique. Le remplacement du général Juan Carlos Onganía par le général Roberto Marcelo Levingston ne constituait plus une réponse suffisante aux conflits sociaux, qui s'intensifièrent en de nombreux soulèvements populaires (le Mendozazo (es), le Rosariazo (es), le Viborazo (es), etc., respectivement nommés d'après les villes où ils eurent lieu) contraignirent le général Alejandro Agustín Lanusse à annoncer la tenue d'élections et la fin de la dictature.

#### Multiples visages du péronisme

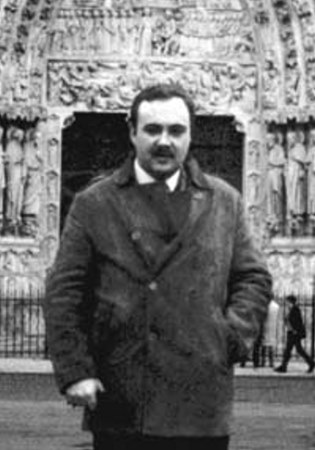
José Joe Baxter, militant nationaliste de droite qui finit par rejoindre d'abord le péronisme de gauche, puis le trotskysme.

Au moment du Cordobazo (1969), des groupes péronistes apparaissent dans le milieu étudiant, qui avait été le fer de lance de l'anti-péronisme. Les deux plus importants étaient alors le Frente Estudiantil Nacional (FEN), dirigé par l'étudiant en sociologie à l'université de Buenos Aires (UBA) Roberto Grabois, et l'Unión Nacional Estudiantil (UNE), dirigé entre autres par Julio Bárbaro, de l'université del Salvador (jésuite), qui deviendra secrétaire de la Culture sous Menem. Les deux militaient pour un péronisme « avec » Perón et étaient adhérents de la Confédération générale du travail des Argentins (CGTA), fondée en 1968 par Raimundo Ongaro qui avait quitté la CGT gestionnaire de Vandor.
La « Tendance révolutionnaire », initiée dès 1969, commença à rassembler de plus en plus d'organisations de jeunesse. Celle-ci était davantage un état d'esprit ou une ligne politique, rassemblant plusieurs organisations autour des mêmes objectifs:
- l'affrontement direct, éventuellement violent, avec la dictature, désigné sous le terme de « guerre révolutionnaire »;
- le rejet de la « bureaucratie syndicale » représentée par Vandor, qui adoptait une ligne réformiste et gestionnaire, collaborant avec les militaires anti-péronistes ;
- et la conjonction du socialisme et du péronisme, ce dernier étant perçu comme le moment nécessaire d'un processus révolutionnaire vers l'édification d'une société socialiste. Cette spécificité du mouvement conduit à la théorisation d'un « socialisme national » et de la « Troisième voie » entre capitalisme et communisme, prônant un anti-impérialisme dirigé aussi bien contre les États-Unis que contre l'URSS. Si ces thèmes sont communs au péronisme dans son ensemble, et expliquent la rivalité importante entre les groupes de la gauche péroniste et les organisations maoïstes ou trotskystes argentines, la JP insiste cependant davantage sur l'aspect socialiste du péronisme, atténuant l'anti-communisme propre à la droite péroniste, qui elle préfère insister sur l'épithète « national » dans l'expression « socialisme national ».

Aux groupes les plus anciens, tels le MRP de Gustavo Rearte ou l'ARP de J.W. Cooke, s'ajoutèrent le FPL (Frente Peronista de Liberación), l'OP 17 (Organización Peronista 17 de Octubre), le FRP (Frente Revolucionario Peronista), ainsi que le Peronismo de Base.

#### Unification de juin 1972
À la suite de plusieurs réorganisations, les plus petites organisations fusionnèrent en plusieurs grands groupes entre 1970 et 1972. Cette unification culmina en juin 1972 avec la création par les Montoneros de la Juventud Peronista de las Regionales (JPR), une structure politique nationale divisée en sept branches régionales, à la tête de laquelle se trouvait Rodolfo Galimberti (es). Les Montoneros profitaient alors de l'ouverture politique fournier par le « Grand Accord National » du général Lanusse, qui leur fournissait une base légale pour s'organiser et recruter. De moins de 20 militants à la fin 1970, les Montoneros se transformèrent ainsi en organisation capable de mobiliser des milliers de jeunes en novembre 1972, date du premier retour de Perón. Le 28 juillet 1972, la JPR réuni 15 000 personnes dans un stade de Nueva Chicago pour défendre les prisonniers politiques, lançant des slogans tels que Si Evita viviera sería Montonera (« Si Evita était vivante, elle serait Montonera »).
Ce poids croissant était pris en compte par le général, qui avait nommé Galimberti au Conseil supérieur justicialiste le 27 novembre 1971, en tant que représentant de la JP, devenue « quatrième branche » du péronisme, aux côtés des branches syndicales, politiques et féminines. Par ailleurs, le général nomma le 2 novembre 1972 Juan Manuel Abal Medina, frère du fondateur des Montoneros, Fernando Abal Medina, assassiné en 1970, secrétaire général du Mouvement justicialiste. Avec l'appui de Perón, la JPR lance comme mot d'ordre la « guerre révolutionnaire » contre la dictature devant aboutir à la construction de l'« Armée péroniste ». Les FAR et les Descamisados adhèrent aux JP, ce qui leur donne un espace légal pour militer, tandis que des milliers de structures de base s'ouvrent partout. En peu de temps, la JPR se transforme en la plus grande organisation de masse du péronisme, lui donnant un poids accru au sein du Mouvement national justicialiste.
Outre la JRP, la Juventud Universitaria Peronista (JUP) apparaît en 1972-1973 dans les facultés, rivalisant au sein de la Fédération universitaire argentine avec les organisations maoïstes. Une branche syndicale, la Juventud Trabajadora Peronista, JTP), est aussi créée, ce qui suscite la colère de la branche syndicale du péronisme. Regroupée dans les 62 Organizaciones Peronistas, celle-ci créé en réponse la Juventud Sindical Peronista (es) (JSP), accusant les Jeunesses péronistes d'être « infiltrées » par les « marxistes ». Enfin, la JP dispose d'une section féminine (Agrupación Evita (es)) et d'une section dans le secondaire (Union de Estudiantes Secundarios, UES), fortement implantée dans les collèges.
D'autres groupes furent créés par la suite : le Movimiento Villero Peronista, le Movimiento de Inquilinos Peronistas, la Juventud Argentina por la Emancipación Nacional (JAEN), le MR17 de Gustavo Rearte, etc. Le groupe régional et la JUP étaient cependant les plus grandes, et étaient plus ou moins proches des FAR et des Montoneros: tous étaient désignés sous le nom de « tendance révolutionnaire du péronisme ». Enfin, le Peronismo de Base (es) (PB), d'une moindre envergure, avait été fondé après l'accession d'Héctor José Cámpora à la présidence en 1973, par d'anciens militants des Forces armées péronistes ayant abandonné la lutte armée à la suite de cette victoire électorale.
À droite, certains secteurs de la jeunesse formèrent des groupes nationalistes, parfois néofascistes, antisémites ou/et néonazis, dont la Juventud Peronista de la República Argentina (JPRA), la Concentración Nacional Universitaria (CNU), responsable de l'assassinat, en 1971, de l'étudiante Silvia Filler, à Mar del Plata ; ou le Comando de Organización Peronista (CdeO), qui participe à la fusillade de la rue Chile le 8 novembre 1971, occupant le QG du Conseil supérieur du justicialisme afin de s'opposer au remplacement de Jorge Paladino par Héctor Cámpora en tant que délégué du général Perón.
Entre ces deux tendances opposées, d'autres organisations, désignés en tant que « tendance orthodoxe », occupaient une position intermédiaire. Ainsi, entre 1971 et 1972, la FEN de Roberto Grabois fusionna avec la Guardia de Hierro (« Garde de fer »), issue de militants qui s'étaient autonomisés, en 1962-1963, du Comando Nacional Peronista dirigé par César Marcos, ainsi que du champ syndical pour investir le champ politique proprement dit. Les deux organisations formèrent ainsi l'« Organización Única del Trasvasamiento Generacional » (OUTG). Ce rapprochement visait à développer une Juventud Política, distincte de la Juventud Combativa liée aux Montoneros. À travers l'OUTG, présente dans de nombreuses régions et qui se concentrait sur la formation de cadres militants, le général Perón avait l'intention de créer une « arrière-garde » qui ne s'engagerait pas dans la lutte armée contre la dictature. Jorge Bergoglio, ex-archévêque de Buenos Aires devenu pape, et la philosophe Amelia Podetti appartinrent à ce courant.
Avec d'autres groupes, ils fondèrent les Brigades de la Jeunesse péroniste, organisée en régions, comme la JP de la tendance révolutionnaire, le FEN-OUP à l'Université, la Juventud Secundaria Peronista dans le secondaire, l'Encuadramiento de la Juventud Peronista, et le Front Principal, qui finit par devenir, après la tendance révolutionnaire, la plus importante des organisations péronistes.
Les organisations de masse de la JP étaient renforcées dans leurs espoirs par les opérations politico-militaires des « formations spéciales » du péronisme, telles que :
- l'incendie de treize supermarchés Minimax en protestation contre la visite du vice-président des États-Unis Nelson Rockefeller, attribué aux Forces armées révolutionnaires (FAR) ;
- la prise du commissariat de Villa Piolín (Grand Buenos Aires) par les Forces armées péronistes (FAP), créées en 1967, qui désarment le 6 janvier 1970 les policiers, leur font chanter la Marche péroniste, puis distribuent aux enfants des rues des jouets issus d'une « expropriation » préalable;
- l'enlèvement et l'exécution du général Pedro Eugenio Aramburu le 1er juin 1970, première action revendiquée par les Montoneros, en tant que vengeance pour son rôle dans le putsch de 1955 et le massacre de Léon Suarez de 1956 et l'exécution du général péroniste Juan José Valle;
- l'attaque de La Calera (province de Córdoba), le 1er juillet 1970, revendiquée par les Montoneros, qui avaient choisi ce lieu en raison du soutien de la population locale vis-à-vis du péronisme. Les Montoneros, qui commencent alors à être connus, désarment les policiers du commissariat, leur font chanter la Marche péroniste, puis les enferment dans les cellules du poste (cette action ne donne lieu à aucun affrontement armé). Ils s'emparent aussi de la banque, et sabotent le central téléphonique. Dans le coin de la banque, ils laissent une boîte métallique, qui porte l'inscription explosifs; en fait, celle-ci contenait un radiocassette jouant la Marche péroniste... Plusieurs militants, dont des fondateurs, furent arrêtés et/ou blessés à la suite de cette action[11].
- l'attaque de Garín (province de Buenos Aires) le 30 juillet 1970, dirigée par Carlos Olmedo (FAR)...

#### Front commun pour l'organisation des élections
Malgré toutes ces différences idéologiques, toutes les organisations de jeunesse du péronisme reconnaissaient dans la dictature militaire l'ennemi principal. Elles travaillèrent ainsi ensemble, en 1971 et 1972, pour contraindre la junte à organiser des élections. En novembre 1970, les organisations péronistes signèrent avec d'autres partis (dont l'UCRP radicale (es), le Parti socialiste argentin, le PCP (es) conservateur, etc.) l'appel connu sous le nom de la Hora del Pueblo (es) (« l'Heure du Peuple ») qui appellent à la tenue immédiate d'élections et qui conduit à l'éviction du général Levingstone. À la suite de l'échec du Gran Acuerdo Nacional (« Grand accord national », juillet 1971) du général Lanusse, celui-ci se vit contraint à convoquer des élections, maintenant toutefois l'interdiction faite à Perón de se porter candidat, et à accepter une mise en ballotage au cas où le péronisme n'atteignait pas 50 % des voix au premier tour.
Depuis l'Espagne franquiste, le général Perón nomma ainsi son délégué personnel, Héctor Cámpora, représentant de la gauche péroniste, candidat officiel du péronisme à la présidence pour les élections de mars 1973. Avec d'autres partis politiques, Perón parvint à un accord électoral, qui mena à la coalition du Frente Justicialista de Liberación (en) (FREJULI). Le Partido Conservador Popular (es), dirigé par Alberto Fonrouge, participa à celui-ci, et l'un de ses dirigeants, Vicente Solano Lima (es), devint le candidat à la vice-présidence.
Toute la Juventud Peronista de las Regionales accepta ces candidatures comme les siennes propres, et imposa le slogan Luche y Vuelve (« Lutte et reviens ») en référence au retour espéré du général Perón. Les groupes de la JP formaient alors l'essentiel de l'effervescence péroniste qui secouait le pays. Pour vaincre la fraude, éviter un nouveau putsch ou l'ignorance pure et simple des résultats électoraux (à l'instar de l'élection annulée du gouverneur de Buenos Aires, Andrés Framini, en 1962), Perón espérait une victoire massive du FREJULI. Les structures de la JP créèrent alors un slogan chantant la victoire dès le premier tour. Le 11 mars 1973, le FREJULI remporta les élections de mars 1973 avec 50 % des voix, contre 21 % pour les radicaux dirigés par Ricardo Balbín. Le général Lanusse et Balbín admettent leurs défaites et l'inutilité d'un second tour. Des cadres de tous les secteurs de la JP furent nommés dans les ministères et élus au niveau national, provincial et municipal.
Dès cet instant, les tensions internes au péronisme s'intensifient. Un des secrétaires de la JP, Rodolfo « El Loco » Galimberti (es), suscita la fureur de Perón en annonçant, le 22 avril 1973, la création de « milices populaires » visant à défendre le tout nouveau régime constitutionnel. Non seulement le général le démentit, mais il convoqua immédiatement le jeune secrétaire ainsi que Juan Manuel Abal Medina à Madrid et le démit de ses fonctions. Galimberti fut vite rejeté en dehors des cercles proches de Perón. Sur le coup, les Montoneros appuyèrent la décision du général et prirent leurs distances avec Galimberti, affirmant qu'ils ne partageaient pas ses déclarations.

#### Retour de Perón (juin 1973)
Perón revint définitivement le 20 juin 1973, après 40 ans d'exil et la démission de Cámpora qui laissait place au général. Son retour donne lieu au massacre d'Ezeiza, durant lequel des snipers d'extrême-droite, dirigés par le colonel péroniste Jorge Osinde (es), tirèrent sur la foule péroniste de gauche, en particulier sur les Montoneros, les FAR et la JP. Bien que les auteurs du massacre soient connus, Perón accabla la tendance révolutionnaire en l'accusant d'être responsable de celui-ci, initiant l'éloignement entre celle-ci et le Parti justicialiste, autorisé à nouveau depuis 1972, ainsi qu'avec le péronisme au pouvoir. Perón remporta les élections de septembre 1973 avec près de 62 % des voix, et se mit immédiatement à défendre la droite péroniste et la « bureaucratie syndicale » contre le péronisme de gauche, stigmatisant les « groupes marxistes terroristes et subversifs » soi-disant infiltrés dans le « mouvement ». Les jeunesses péronistes, ainsi que les Montoneros, demeurèrent cependant fidèles au général.
À partir des élections de mars 1973, qui avaient porté Cámpora à la présidence, les rangs de la JP grossirent massivement, processus qui continua en 1974. Des « unités basiques » (Unidades Básicas) et des groupes locaux de la structure territoriale des JP étaient présentes dans presque tout le pays. La Juventud Universitaria Peronista (JUP) conduisait la totalité des centres étudiants des universités publiques ; la Unión de Estudiantes Secundarios (es) (UES), bien que plus faible que la JUP, remportait progressivement les élections syndicales dans les lycées. Dans les usines, bien que loin d'être majoritaire, la Juventud Trabajadora Peronista gagnait la direction de quelques branches syndicales mineures, et était fortement présente dans la « ceinture ouvrière » du Grand Buenos Aires et de La Plata, dans des syndicats importants tels que l'Unión Obrera Metalúrgica (es), la SMATA (es) (mécaniciens), l'Asociación Obrera Textil (es), le Sindicato de la Sanidad (es), l'Asociación de Trabajadores del Estado (es), l'Asociación Bancaria (es), le Sindicato de Empleados de Comercio (es), etc. Ainsi, 400 000 personnes défilèrent lors de l'unique manifestation péroniste de la campagne pour la présidentielle de septembre, qui eut lieu le 31 août 1973, la moitié environ étant membres des Jeunesses péronistes, avec un contingent important de l'Organización Unica del Trasvasamiento (OUTG), plus connue comme la « Garde de fer », saluée par Perón. Les Montoneros, qui tentaient ainsi de s'insérer dans le mouvement ouvrier péroniste, ne réussirent jamais à s'y intégrer réellement, les syndicats étant le plus souvent contrôlés par des structures bureaucratiques gestionnaires et protégeant de façon jalouse leurs privilèges (la dite « bureaucratie syndicale »).

#### Conflit entre les JP et le Mouvement péroniste (1974)
Fin janvier 1974, le général Perón convoqua de jeunes députés de la JP à la résidence présidentielle d'Olivos (es), dont Armando Croatto, Díaz Ortiz, Giménez, Glellel, Iturrieta, Carlos Kunkel, Ramírez, Romero, Svesk, Vidaña et Vittar). Finalement, ceux-ci ne furent pas reçus par le général, son représentant les écoutant quelques brèves minutes devant les caméras de télévision, avant de les humilier publiquement par un long discours, au cours duquel il enjoignit à ceux qui n'étaient « pas d'accord » de « partir » : huit des jeunes députés démissionnèrent de leurs fonctions et furent alors expulsés du Parti justicialiste. Ce fut ensuite le tour de plusieurs gouverneurs péronistes, dont Andrés Framini et Ricardo Obregón Cano (es), qui avait été déposé par un putsch policier en février 1974, approuvé a posteriori par le général, de fonder un groupe dissident, le Parti péroniste authentique, qui s'opposait à la droitisation accélérée du justicialisme. Plusieurs groupes de la JP intégrèrent ce mouvement, proche des Montoneros. La Fête du Travail du 1er mai 1974 marqua l'acmé des divergences entre la « Tendance révolutionnaire » du mouvement péroniste et le gouvernement de Juan Perón. Celui-ci n'avait autorisé durant le défilé que les seules banderoles syndicales. Exigeant du général Perón que celui-ci force à la démission les membres représentant la tendance la plus à droite du péronisme, les groupes de la Tendencia déplièrent, une fois passé les barrages policiers, d'autres banderoles et entamèrent des chants critiquant les festivités officielles (¡No queremos carnaval, asamblea popular!). Alors que Perón apparaissait au balcon de la Casa Rosada avec sa femme Isabel et son éminence grise, José López Rega, ils entonnèrent: ¡No rompan más las bolas, Evita hubo una sola!
Depuis le balcon présidentiel, le général Perón, furieux, traita les Montoneros et la JP de gauche d'« imberbes » et d'« idiots », ce qui provoqua le retrait immédiat des organisations de la JP proche des Montoneros. Le même mois, le général revint sur sa promesse d'intégrer formellement la JP en tant que « quatrième branche » du Mouvement péroniste au sein du Conseil supérieur de celui-ci. Au sein même de la Tendance révolutionnaire, les divergences s'accentuèrent. Certains, en effet, considéraient la loyauté vis-à-vis du général comme un point non négociable, s'opposant ainsi aux Montoneros qui y voyaient un simple moment tactique, exigé par la conjoncture, le péronisme lui-même étant pour une partie du péronisme révolutionnaire un moment inévitable et évident du processus révolutionnaire vers le socialisme. Des dirigeants historiques des JP, tels que José Amorim, Eduardo Moreno, ancien membre du groupe proto-Montonero de José Sabino Navarro (es) ainsi que des FAP ; ou encore d'ex-dirigeants de la JAEN qui avaient participé aux FAR, et autres cadres et dirigeants de la JP se séparèrent de la Tendencia pour former la JP Lealtad (JP Loyauté).

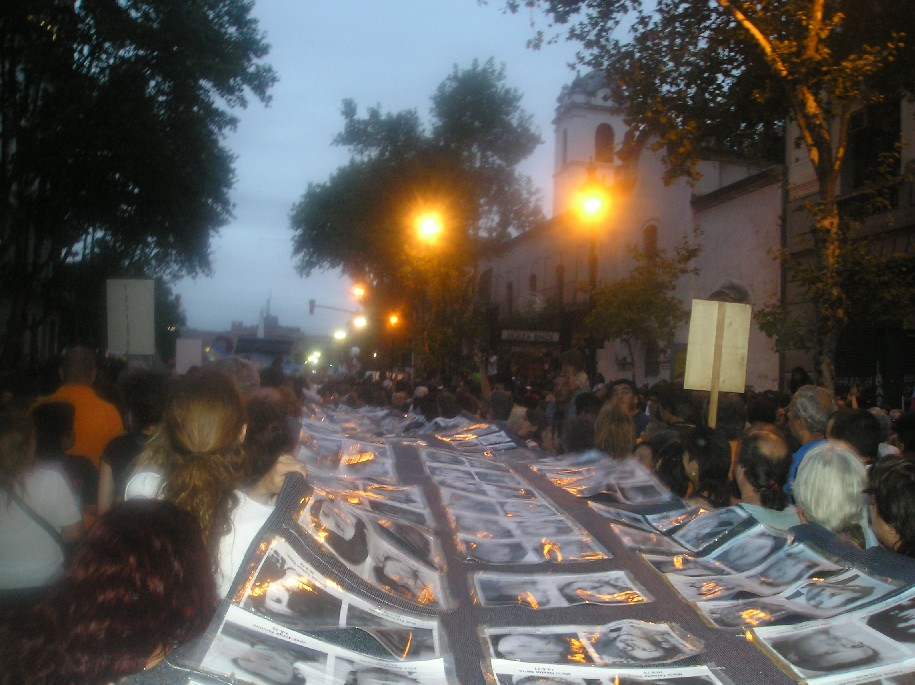
Hommage aux milliers de militants « disparus » pendant la guerre sale.

Après la mort du général Perón, le 1er juillet 1974, son épouse et vice-présidente Isabel assuma le pouvoir. La direction officielle des Montoneros décida alors, en septembre 1974, et tandis que la Triple A dirigée par López Rega avait déjà commencé à assassiner les personnalités de gauche et à effectuer des attentats dans les locaux des « Unités de base » de la JP, de passer complètement à la clandestinité. Ceci exposa particulièrement les organisations publiques plus ou moins affiliées aux Montoneros, et plusieurs cadres du groupe décidèrent de s'opposer à cette décision, conduisant à la désorientation de milliers de militants qui s'identifiaient toujours aux idéaux des Montoneros. Le cycle de la violence et de la « guerre sale » était déjà bien enclenché. Seul le Parti péroniste authentique continua d'agir légalement, mais il ne put que se présenter aux élections de 1975 dans la province de Misiones. Le 8 septembre 1975, le gouvernement d'Isabel Perón ordonna la dissolution des Montoneros, devenus illégaux, puis, en décembre 1975, celle du Parti péroniste authentique. Avec le coup d'État de mars 1976, la « guerre sale » s'accentue encore, la junte de Videla mettant au point un processus d'extermination planifié de l'opposition politique, enlevant et assassinant, au total, 30 000 desaparecidos, dont des milliers de militants des JP, qui n'avaient guère participé à la lutte armée des Montoneros ou de l'ERP (trotskyste). Des milliers d'autres jeunes militants furent contraints de s'exiler du jour au lendemain du pays. La trace visible de la répression féroce des militaires et des escadrons de la mort demeure visible dans la structure démographique du pays.

### Résurgence (1981)
À partir de 1981, la junte militaire s'étant mis en tête de « réorganiser » le pays par l'extermination massive du peuple de gauche, tandis qu'elle participait activement à la lutte « anti-communiste » dans tout le continent (opération Charly) commença à être de plus en plus contestée, non seulement en raison de la cruauté de sa politique, mais de son inefficacité sur le terrain économique. La première junte, dirigée par le général Videla, laissa la place en mars 1981 à une deuxième junte, dirigée par Roberto Eduardo Viola. C'est à ce moment que le dirigeant péroniste Vicente Leónidas Saadi (es) passa un accord avec le reste des structures encore existantes de la Tendencia, créant ainsi le groupe Intransigencia y Movilización Peronista, auquel participèrent des cadres historiques tels que l'ex-gouverneur Andrés Framini et Susana Valle (es).
En 1982, alors que le général Leopoldo Galtieri avait poussé vers la porte Roberto Viola, considéré comme trop « mou », y compris avec l'URSS auprès duquel l'Argentine s'était rapprochée sous Videla et Viola, Saadi commença à publier La Voz, un journal en partie financé par les Montoneros. D'ex-dirigeants de la JP intègrent la rédaction, tandis que Daniel Sverco, homme de confiance du leader Montonero Mario Firmenich, participe au comité éditorial. En avril 1982, Galtieri décide d'envahir les îles Malouines, déclenchant la Guerre des Malouines avec le Royaume-Uni. Dans cet effort pour regalvaniser la nation argentine, il réussit même à obtenir le soutien d'une équipe spéciale des Montoneros, qui s'activent dans une opération spéciale près de Gibraltar. L'armée argentine, efficace dans la répression politique mais beaucoup moins sur le terrain militaire proprement dite, est défaite en moins de trois mois, suscitant la chute du régime.

### Transition démocratique
Après les élections de 1983, remportées haut la main par l'Union civique radicale (UCR), Raúl Alfonsín accédant à la présidence, le Parti justicialiste se réorganisa, éloignant en particulier certains péronistes de droite, tels que Herminio Iglesias (es), candidat à la gouvernance de Buenos Aires en 1983, qui avait brûlé à la fin de la campagne de 1983 un cimetière recouvert d'un drapeau de l'UCR, suscitant l'indignation publique. Le courant réformateur était dirigé par Carlos Grosso, Carlos Menem et Antonio Cafiero, qui profitèrent du peu de participation de la base pour mettre en avant un programme néolibéral qui tendait, sinon à achever, du moins à vider de tout contenu réel - pour autant que celui-ci en ait eu un, de contenu univoque - le péronisme.
Dans les années 1990 et 2000, y compris après la crise de 1998-2001 et le cacerolazo, plusieurs tentatives furent faites pour recréer la Jeunesse péroniste, mais aucune ne parvint à regrouper l'ensemble des organisations de jeunesse péronistes, toutes se limitant à suivre un courant ou un autre du Parti justicialiste.
En 2008, l'ex-militant de la JP Néstor Kirchner, qui laissa la place après les élections présidentielles d'octobre 2007 à sa femme Cristina, devint président du Parti, et y créa le Secrétariat à la Jeunesse, dont la création avait été plusieurs fois proposée et repoussée. Celui-ci est dirigé par Juan Cabandié, un militant né dans les locaux de l'ESMA (école militaire), ayant été l'un des bébés enlevés de la dictature, qui ne connut ses parents réels, des militants assassinés, qu'à l'âge de 26 ans.

## Organisations principales
- Movimiento Nueva Argentina :  Américo Rial, Rodolfo Pfaffendorf, Dardo Cabo, Andrés Castillo
- MNRT (Movimiento Nacionalista Revolucionario Tacuara) : Joe Baxter, José Luis Nell
- Grupo Condor : Dardo Cabo
- JPR (Juventud Revolucionaria Peronista-MRP : Gustavo Rearte)
- MRP (Movimiento Revolucionario Peronista : Gustavo Rearte)
- MBP (Movimiento de Bases Peronistas : Roberto Grabois)
- FEN (Frente Estudiantil Nacional : Roberto Grabois)
- Guardia de Hierro (César Marcos, Héctor Tristán, Alejandro Álvarez, Amelia Podetti... Elle fusionna avec la FEN de Roberto Grabois pour former l'Organización Única del Trasvasamiento Generacional (OUTG) en 1971-72. L'OUTG fut dissoute après la mort de Perón, ce qui, selon certains militants, avait été prévu dès la création de l'organisation. Certains de ses militants furent nommés fin 1974 responsables de l'Université del Salvador par Jorge Bergoglio, aujourd'hui archevêque et ex-membre de cette organisation, aux côtés du prêtre Pedro Faguada[8] - celle-ci était cependant loin d'être exclusivement catholique, certains de ses militants étant athées, d'autres spiritualistes, et un bon nombre juifs[8]. D'autres anciens militants, enfin, auraient effectué les basses-œuvres de l'amiral Emilio Eduardo Massera sous la dictature: ils sont aujourd'hui le sujet d'enquêtes judiciaires[8].)
- ARP (Acción Revolucionaria Peronista : John William Cooke)
- JP (Juventud Peronista-Regionales : Juan Carlos Dante Gullo, Ismael Salame, J. Obeid, etc.)
- JTP (Juventud Trabajadora Peronista) : aile syndicale de la Jeunesse péroniste, qui concurrence la branche syndicale du Parti justicialiste
- ANES (Agrupación Nacional de Estudiantes Secundarios - deviendra l'UES)
- JUP (Juventud Universitaria Peronista)
- FRP (Frente Revolucionario Peronista)
- JAEN (Juventud Argentina por la Emancipación Nacional : Rodolfo Galimberti (es), Chacho Alvarez (es), Carlos Grosso, Ernesto Jauretche (es)
- Brigadas de Juventud Peronista : Ramiro Podetti, Gustavo Made, etc.
- Comando Tecnológico Nacional : Julián Licastro
- CdeO (Comando de Organización : Alberto Brito Lima (extrême-droite)
- JPRA (Juventud Peronista de la República Argentina : Julio Yessi (ce groupe dure jusqu'à 1973)
- Encuadramiento (Demetrios) : Simon Sumovich
- CNU (Concentración Nacional Universitaria) : Alejandro Giovenco (extrême-droite) ; la CNU est responsable de plusieurs assassinats, par exemple de celui de la jeune étudiante Silvia Filler à Mar del Plata en 1971; certains de ses membres rejoignent les escadrons de la mort para-militaires après le coup d'État de mars 1976.
- Movimiento Federal (extrême-droite ; fondé à la fin des années 1960 par d'anciens membres du Mouvement nationaliste Tacuara et de la Guardia Restauradora Nacionalista (es), et dirigé par le propriétaire terrien Manuel de Anchorena (es), qui parvient à ancrer le mouvement dans le justicialisme au milieu des années 1970[20]. L'Agrupación “Rojo Punzó” de l'écrivain de droite Ordoner Redi s'y joignit aussi[20]. Anchorena fut exclu du Parti justicialiste après le Congrès d'Avellaneda, en décembre 1972, de la section provinciale du PJ, ayant forcé, avec Luis Guerrero (UOM (es)), le secrétaire général du PJ, Juan Abal Medina, et Díaz Ortíz, à s'enfuir sous la menace de pistoleros ; Anchorena et Guerrero refusaient en effet d'admettre la candidature officielle du PJ pour les élections de mars 1973. Anchorena accepta finalement d'échanger sa non-exclusion contre le retrait de sa candidature, tandis que Luis Guerrero fut l'objet d'un attentat des FAR[20])
- Descamisados (créée par Dardo Cabo en 1969, cette organisation fusionnera avec les Montoneros).